# Kaninhoppning

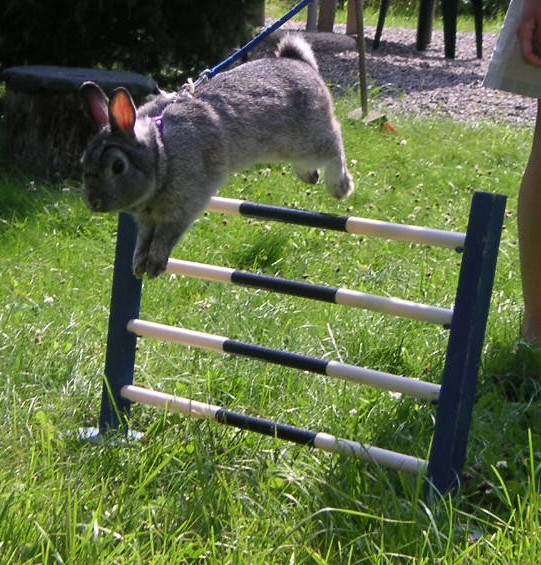
Hoppande kanin.

Kaninhoppning är en sport som går ut på att föraren ska leda sin kanin genom en anvisad bana, med ett antal hinder. Den kanin som kommit igenom banan med minst antal fel och på kortast tid vinner.
Det finns flera olika typer av banor inom kaninhoppningen; rak och krokig bana är vanligast. Det förekommer också tävlingar i höjd- och längdhopp. I dessa tävlingar hoppar kaninen bara över ett hinder och den kanin som hoppat högst/längst vinner. Det finns klubbar över hela Sverige.

## Historia
Kaninhoppningen startades ordentligt i slutet av 1970-talet, av en liten kaninklubb i södra Sverige, Varalöv Kaninklubb. De började ha hopptävlingar och tävla mot varandra. Reglerna var baserade på hästhoppning och likaså hindren. Allt var som hästhoppning fast i mindre format. Reglerna har sedan dess ändrats för att bli mer lämpade för kaninhoppning.
År 1986 hölls det första Svenska mästerskapen i kaninhoppning och värdar för SM var Varalöv Kaninklubb. Det var i Helsingborg och cirka 30 kaniner startade, från klubbar i södra Sverige.
Tävlingen hölls inomhus i Helsingborgs Utställnings Bolags lokaler på Carl Krooks gata i Helsingborg i samband med Svenska Husdjursmässan första året för att följande år arrangeras i Scandinavium och i Frölundaborg. Anders Gernandt refererade hoppningarna.
År 1987 hölls det första rakbanemästerskapet, vilket gick av stapeln i Stockholm.
I aeptember 1994 bildades Sveriges Kaninhoppares Riksförbund. I mars 2024 bildades Sveriges Kaninhoppare.
Det finns tre olika förbund:
- Sveriges Kaninhoppares Riksförbund (SKHRF)
- Sveriges Kaninavelsförening (SKAF)
- Sveriges Kaninhoppare (ske)

## Regler
Kaninhoppning går ut på att en förare ska leda sin kanin genom en bana med ett visst antal hinder. Det finns rakbana, där hindren står i en lång rad utan svängar, och krokbana där banan ser ut mer som vid hästhoppning. Banorna innehåller både kombinationer och rätuppstående hinder. Om kaninen river ett hinder får den ett fel och den kanin med minst fel och bäst tid vinner. Man får även lyfta kaninen över ett hinder om den inte vill hoppa, och detta medför ett fel för varje hinder man lyfter över. När föraren lyfter tillbaka kaninen så den får ny ansats tilldelas ekipaget en korrigering, enligt SKHRF:s regler. Vid tre korrigeringar utdelas ett fel. Korrigeringar döms inte i miniklassen eller lättklassen.
Med SKAF:s regler utdelas inte korrigeringar vid kontakt med kaninen.

## Klasser

### Banklasser

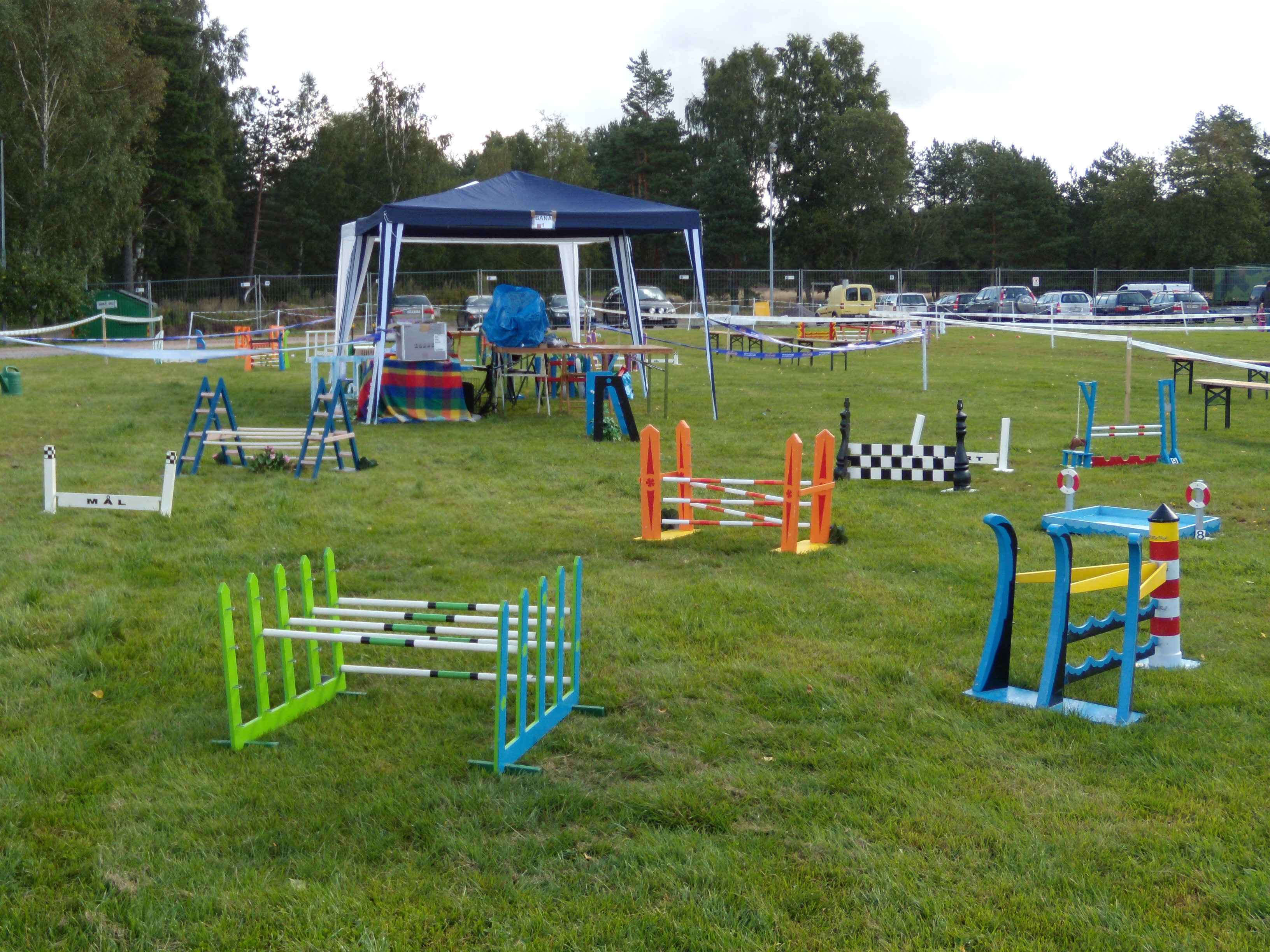
Bana för kaninhoppning

Inom banhoppningen finns det 6 olika klasser som kaninerna delas in i: elit, svår, medelsvår, lätt, veteran och mini.
Alla kaniner börjar tävla i lätt klass. Kaninen kvalificerar till nästa klass genom ett speciellt pinnsystem. En kanin erhåller en uppflyttningspinne när den placerar sig bra (bland de främsta ca 20 procenten) i sin klass. För att erhålla uppflyttningspinne krävs också att kaninen inte har mer än 2 fel/omgång, och har kaninen 0 fel i alla omgångar erhåller den automatiskt en pinne, oavsett placering. Efter tre uppflyttningspinnar i lätt klass blir kaninen medelsvårklassad. Efter tre pinnar i medelsvår blir kaninen svårklassad. I svår krävs det fem pinnar för att kaninen ska kvalificera sig till elitklassen.
I elit tävlas det inte om pinnar. Där tävlas det endast om placering och certifikat. Certifikat delas ut till kaninen som vinner elitklassen, under förutsättning att det är minst 10 kaniner som startar. Vid 25 startande kaniner får även tvåan ett certifikat, och vid 50 starter får även trean ett certifikat. Sedan läggs det till ett certifikat för varje 25:e kanin som startar. En kanin som har tagit tre certifikat i en gren (till exempel krokig bana) erhåller titeln Champion. För att erhålla en titel krävs det att certifikaten är tagna i minst två olika klubbar/län. En kanin som blir "Champion" i två grenar får istället titeln Great Champion. För tre grenar heter det Super Champion och för alla fyra SM-grenarna får man titeln Grand Champion. Det är den högsta titeln som finns inom kaninhoppningen, och den visar att kaninen kan behärska alla fyra SM-grenar (rak, krok, höjd, längd).
- Mini klass: minst 6 hinder med maxhöjd 25 cm och maxlängd 30 cm, minsta avstånd mellan hinder är 2,50 m.

- Lätt klass och Veteranklass: Minst 8 hinder med maxhöjd 30 cm och maxlängd 45 cm, minsta avstånd mellan hindren är 2,50 m.

- Medelsvår klass: Minst 10 hinder med maxhöjd 38 cm och maxlängd 65 cm, minsta avstånd mellan hindren är 2,50 m.

- Svår klass: Minst 10 hinder med maxhöjd 45 cm och maxlängd 75 cm, minsta avstånd mellan hindren är 2,50 m.

- Elitklass: Minst 12 hinder med maxhöjd 50 cm och maxlängd 80 cm, minsta avstånd mellan hindren är 3 m.

Klasserna kan även delas in i ny (till exempel Lätt ny). I ny tävlar de kaniner som ännu inte erhållit någon uppflyttningspinne i den klassen.

### Höjd- och längdhoppsklasser
Höjd- och längdhopp delas in i två klasser: Elit och Ej elit. När kaninen är ett år gammal får den lov att starta Ej elit för första gången. I både höjdhopp och längdhopp använder man specialbyggda hinder. Kaninen får tre försök på varje höjd/längd, ungefär som när människor hoppar höjdhopp. Klarar kaninen av att hoppa 60 cm högt eller 160 cm långt erhåller den en uppflyttningspinne. Alla kaniner som klarar pinngräns oavsett placering erhåller uppflyttningspinne. Efter tre uppflyttningspinnar i enskild gren blir kaninen elitklassad i denna gren. I elitklassen tävlas om certifikat istället för uppflyttningspinnar. Certifikatet delas ut till den kanin som vinner en klass med minst tio startande kaniner, men bara om kaninen lyckats ta sig över "certgränsen". I höjdhopp måste den vinnande kaninen ha hoppat minst 70 cm för att erhålla certifikat, och i längdhopp måste kaninen ha hoppat minst 180 cm för att erhålla certifikat.
- Ej Elit: Ingångshöjd på minst 40 cm, ingångslängd minst 80 cm, uppflyttningspinne 60/160.

- Elit: Ingångshöjd på minst 50 cm, ingångslängd minst 120 cm, certgränser 75/180.